# Charles Omwoyo
Charles Omwoyo (1962) is een voormalige Keniaanse langeafstandsloper.

## Loopbaan
Omwoyo won de Dam tot Damloop in 1992 in 46.48 en 1994 in 45.50. In 1997 werd hij derde bij de marathon van Eindhoven.
Op 14 juli 2003 werd hij vijfde op de halve marathon van Zwolle.

## Persoonlijke records
| Onderdeel      | Prestatie | Jaar |
| -------------- | --------- | ---- |
| 10 Eng. mijl   | 45.20     | 2000 |
| halve marathon | 1:01.52   | 1994 |

## Palmares

### 10 km
- 1996:  Parelloop - 28.35
- 1997:  Stadsloop Appingedam - 29.33

### 10 Eng. mijl
- 1992:  Dam tot Damloop - 46.48
- 1993:  Dam tot Damloop - 46.18
- 1994:  Dam tot Damloop - 45.50
- 1995: 5e Dam tot Damloop - 46.49
- 1996: 9e Dam tot Damloop - 47.04
- 1997: 5e Dam tot Damloop - 46.33

### halve marathon
- 1993: 6e halve marathon van Egmond - 1:04.41
- 1994: 5e halve marathon van Egmond - 1:05.05
- 1996: 6e halve marathon van Egmond - 1:04.09
- 1998: 13e City-Pier-City Loop - 1:03.13
- 1999: 9e City-Pier-City Loop - 1:02.46
- 2003: 5e halve marathon van Zwolle

### marathon
- 1997:  marathon van Eindhoven - 2:13.01
- 1998: 10e marathon van Eindhoven - 2:19.50
- 1999: 7e marathon van Wenen - 2:19.50